# Antonius-drieluik
Het Antonius-drieluik, ook De verzoeking of De temptatie van de heilige Antonius genoemd, is een drieluik van de Nederlandse schilder Jheronimus Bosch in het Museu Nacional de Arte Antiga in Lissabon.

## Voorstelling
Het drieluik is ontleend aan een legende van de Egyptische kerkvader Athanasius van Alexandrië over de grondlegger van het kloosterleven, Antonius van Egypte. Deze heilige gaf na het overlijden van zijn ouders al zijn bezittingen weg en vestigde zich vlak buiten zijn dorp, waar hij een ascetisch leven leidde en zich wijdde aan de naastenliefde. De duivel, echter, zag in Antonius een gemakkelijke prooi en begon hem herinneringen in te fluisteren aan zijn rijke leven. Ook probeerde hij Antonius aan het twijfelen te brengen door hem te wijzen op de hardheid van de ascese en de moeizame weg naar God. De duivel viel hem dag en nacht lastig, waarbij hij hem zelfs als vrouw tot ontucht probeerde te verleiden, maar tevergeefs.

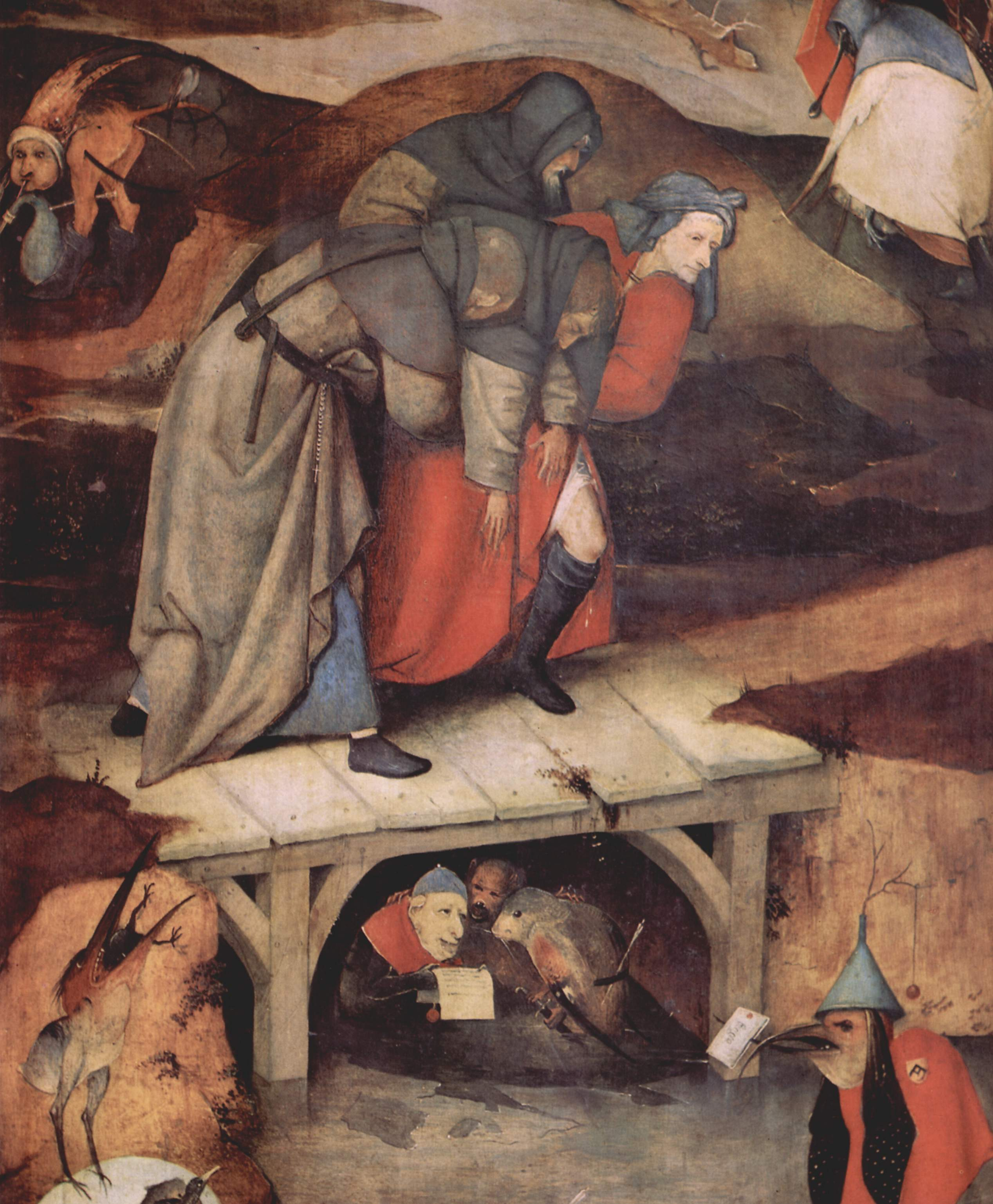
Detail linker binnenluik.

Vervolgens probeerde Antonius zijn driften door middel van ascese te beteugelen. Hiervoor liet hij zich door een vriend in een grafkamer in de woestijn opsluiten. 's Nachts drong de duivel met enkele demonen deze grafkamer binnen en tuigde Antonius af. De volgende ochtend werd hij bewusteloos gevonden door zijn vriend, die hem brood kwam brengen. Toen Antonius weer bij bewustzijn kwam besloot hij naar de grafkamer terug te gaan om te bidden. Hier kreeg hij opnieuw bezoek van de duivel en zijn demonen, die nu de gedaanten van angstaanjagende dieren aangenomen hadden: leeuwen, beren, luipaarden, stieren, slangen, schorpioenen en wolven. Toen God zijn aanwezigheid liet zien door het dak te openen en een lichtstraal neer te laten komen op Antonius, verdwenen de demonen. Antonius voelde zich hierdoor gesterkt en trok dieper de woestijn in. Hier vond hij een zilveren schaal, die de duivel voor hem neergelegd had. Maar Antonius doorzag dit bedrog en bewees zijn zelfbeheersing door de schaal te laten liggen. Na deze laatste beproeving liet de duivel hem voorgoed met rust.

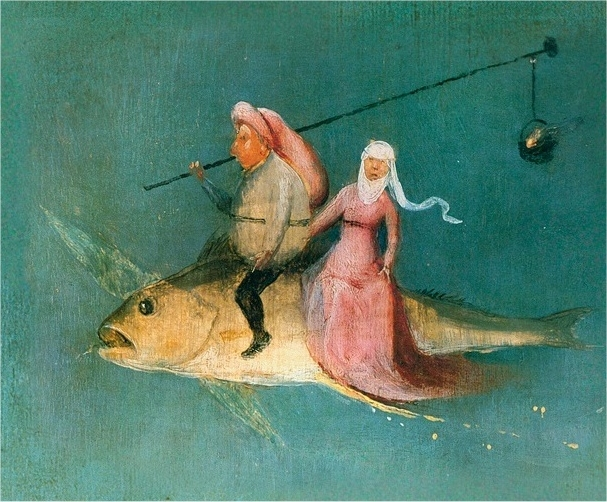
Detail van het schilderij met vliegende vis

Voorstellingen van de verzoeking van de heilige Antonius komen al op Italiaanse fresco's uit de 10e eeuw voor. Bosch geeft met zijn kenmerkende groteske demonen en fantastische landschappen een geheel eigen invulling aan deze legende. Antonius is in totaal vier keer afgebeeld op het drieluik. Op het linkerluik wordt hij door enkele demonen door de lucht geslingerd, terwijl hij daaronder uitgeput van deze beproeving door twee medebroeders en één leek naar huis wordt gebracht. Op de achtergrond zijn drie figuren onder leiding van een als bisschop vermomde vrouw op weg naar een bouwsel in de vorm van een op handen en voeten zittende man met een pijl in zijn hoofd. Op de voorgrond brengt een schaatsende vogel een brief aan het samenzwerende drietal onder de brug. Links van hen schrokt een andere vogel zijn eigen jong op. Op het rechterluik wordt geprobeerd Antonius te verleiden met een naakte dame. Terwijl hij zijn blik afwendt valt zijn oog op een gedekte tafel. Bovenaan dit paneel een aantal fantasierijke gebouwen en in de lucht een vliegende vis met een man en een vrouw op de rug.

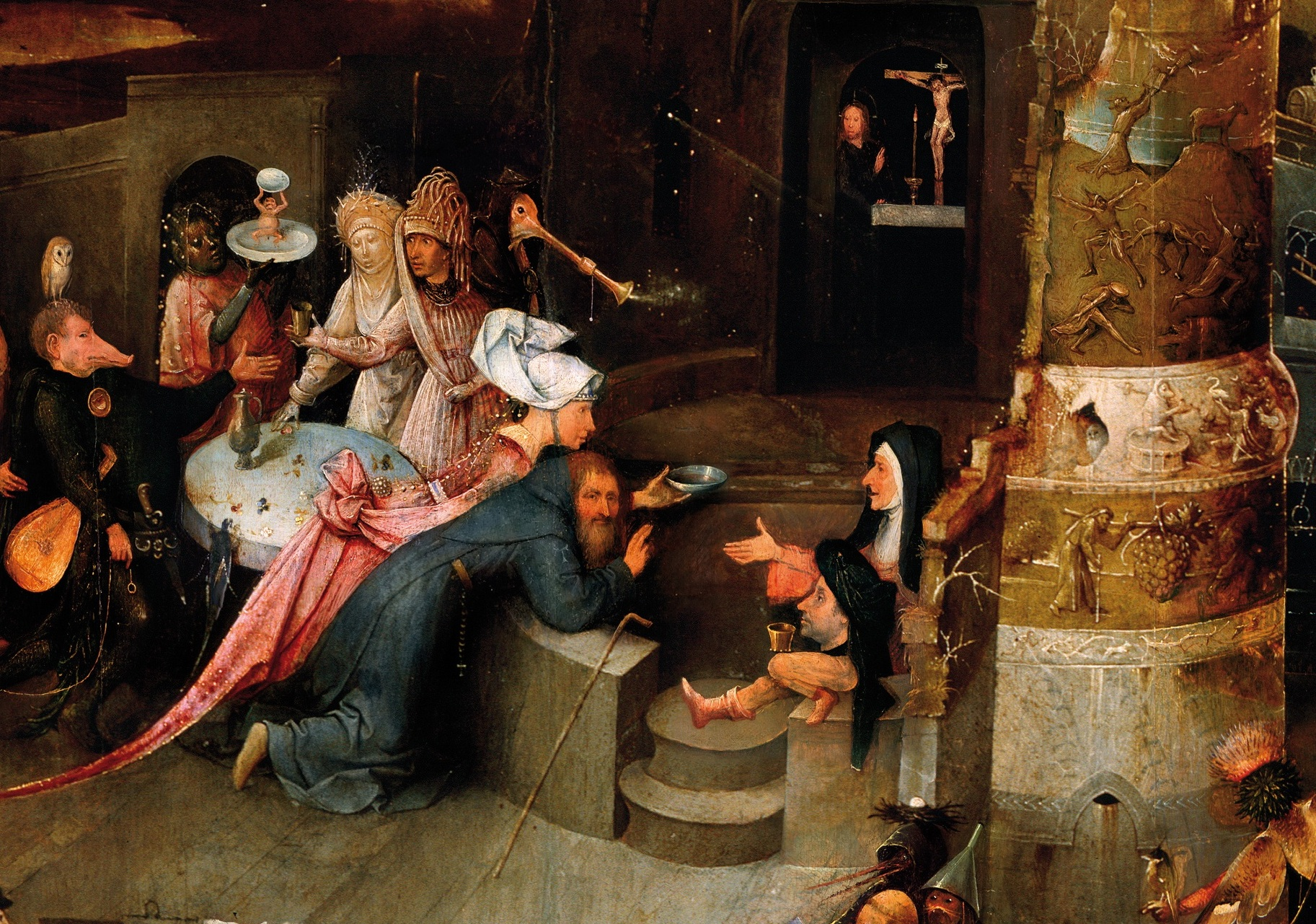
Detail middenpaneel.

Op het middenpaneel is Antonius voor de vierde maal afgebeeld. Hij knielt voor de resten van een toren. Van alle kanten komen demonen aangestroomd, maar ook edelmannen, edelvrouwen, troubadours, schijnheiligen en zelfs kloosterlingen. De heilige wordt gadegeslagen door een in het rood gekleed mannetje met hoge hoed met naast hem de resten van een cirkel met de tekens van de dierenriem. Links staat o.a. een zwartgeklede man met een luit en een uil op zijn hoofd.
De uil komt in veel van de schilderijen van Bosch voor. Zoals vrijwel alle symbolen van Bosch is de betekenis niet bekend. Zo kan de uil symbool zijn voor een zonde die het daglicht niet kan verdragen; maar ook kan de uil symbool zijn voor zien in het donker, de uil kan iets zien waarvoor anderen blind zijn.
Antonius slaat echter geen acht op de uil of de andere figuren en kijkt naar de toeschouwer van het schilderij. Zijn vingers lijken te wijzen naar het donkerste gedeelte van de voorstelling, een nis in de torenruïne, die alleen door een kleine lichtstraal verlicht wordt en waarin zich een crucifix bevindt. Daarnaast, op de plaats van de priester, staat Jezus, die naar dit crucifix gebaart.

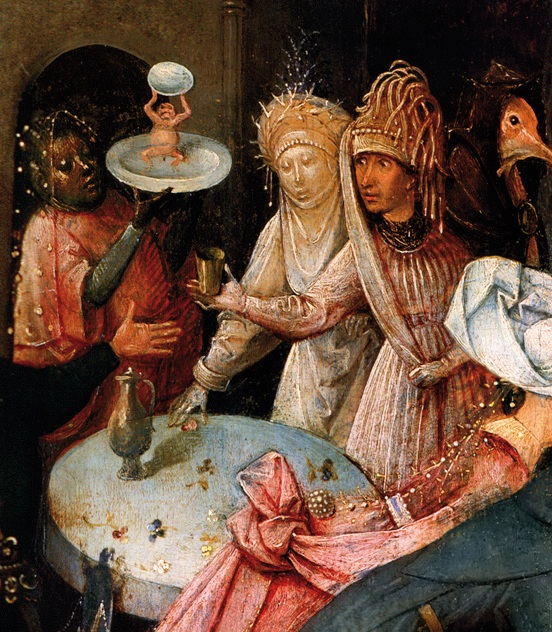
Detail middenpaneel.

Aan de buitenzijde van de torenruïne bevinden zich drie reliëfs. De reliëfs tonen Mozes die de tafelen van de wet ontvangt, de aanbidding van het gouden kalf, het offeren van een zwaan aan een afgodsbeeld en twee oude mannen die een enorme druiventros torsen. Volgens Bosch-kenner Charles de Tolnay stelt het laatste de ‘terugkeer van de verspieders uit Hebron’ voor, beladen met de druiventros van Kanaän, volgens de Armenbijbel het oersymbool van de doop.
Tussen de duivelse verzoekingen groeien vervreemdende, ‘diabolische’ planten, zoals die ook onder andere op de Tuin der Lusten, de Johannes de Doper in de wildernis en de Heilige Hiëronymus in gebed te zien zijn. De witte vrouw met hetzelfde hoofddeksel van gevlochten takken, dat de raadselachtige figuur op het Driekoningen-drieluik draagt, is de geestesverschijning beeldwit of bilwis. Het insigne met de letter A die de vogelbode op de linkervleugel draagt zou een verwijzing kunnen zijn naar Bosch’ familienaam Van Aken. Bedevaartgangers uit Aken namen dergelijke speldjes uit die stad mee. In het opschrift van de brief van de vogelbode is met enige fantasie de naam bosco te herkennen, wat erop zou kunnen wijzen dat de schilder het voor Spaanse of Portugese opdrachtgevers maakte.

## Bronnen en interpretatie

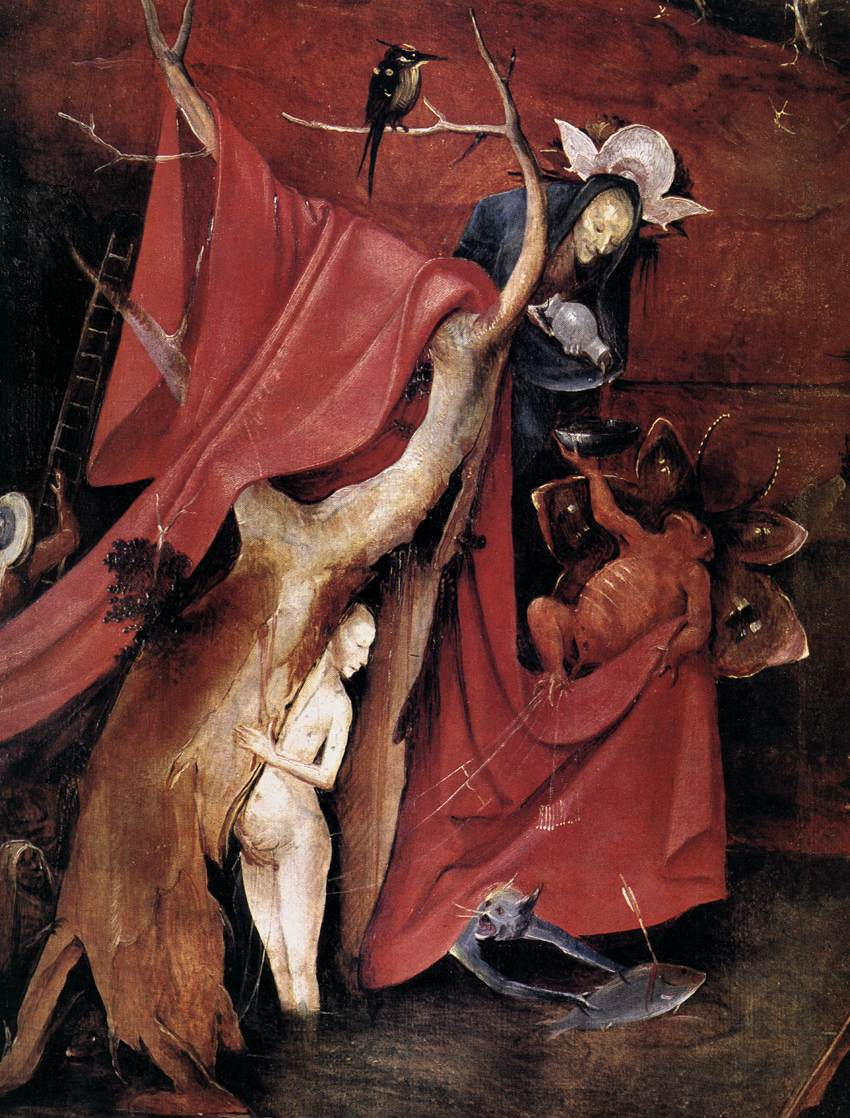
Detail rechter binnenluik.

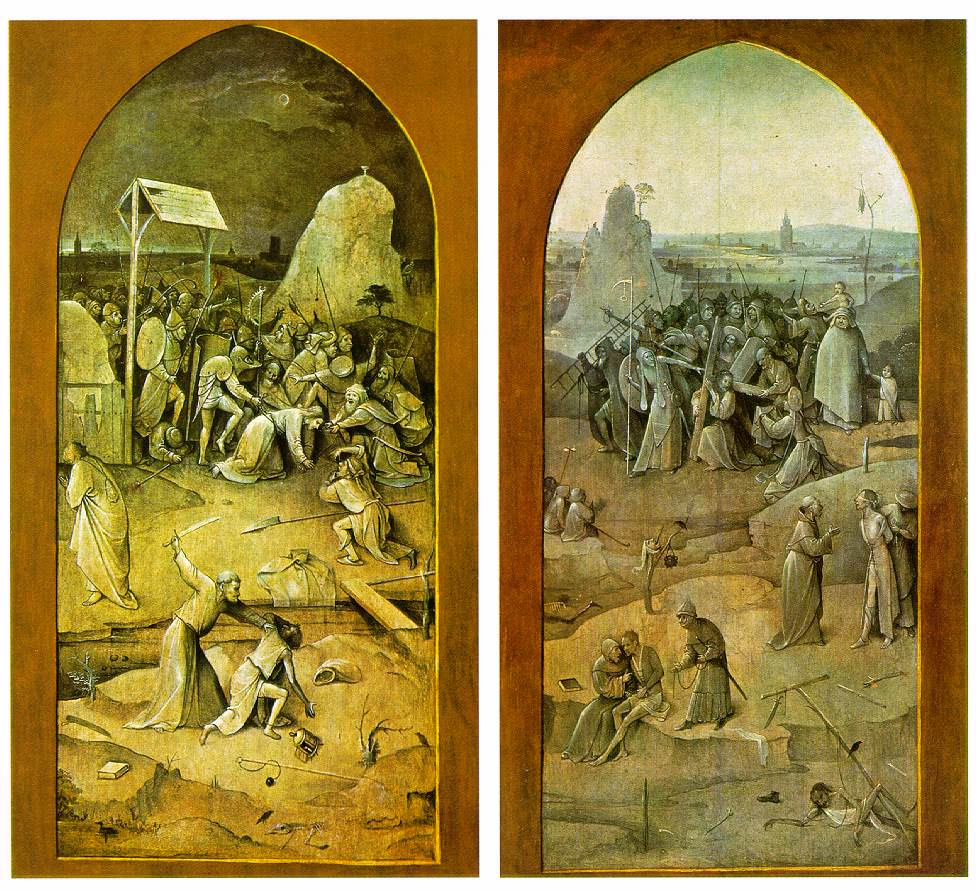
Buitenzijde.

## Toeschrijving en datering

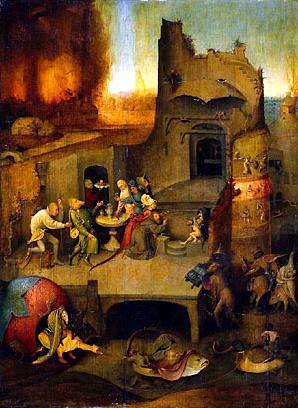
Jheronimus Bosch. Verzoeking van de heilige Antonius. Ca. 1500. Philadelphia, Barnes Foundation.

## Tentoonstellingen

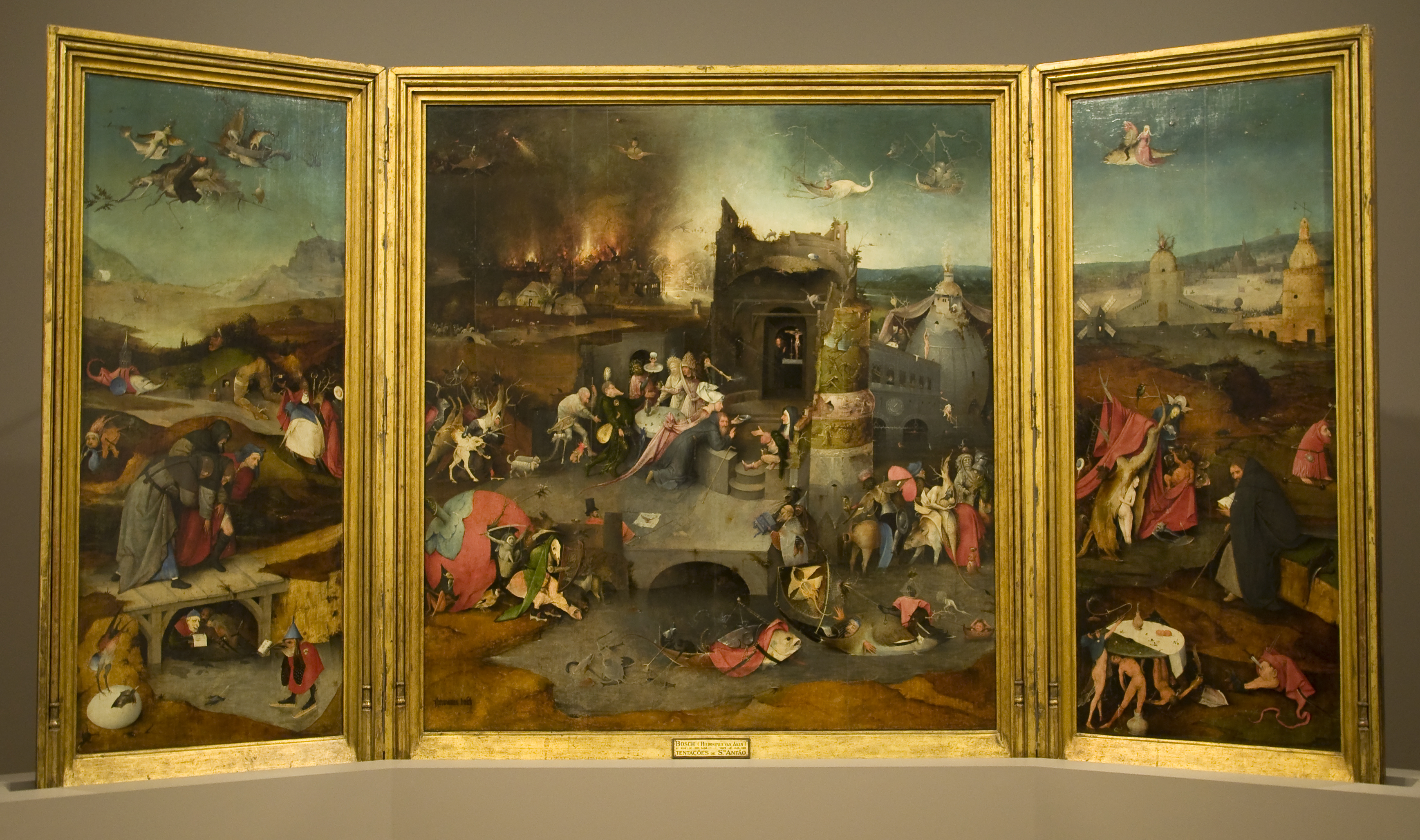
Huidige opstelling in het Museu Nacional de Arte Antiga.